# Кэш, Нэйт
Нэйтан «Нэйт» Кэш (англ. Nathan «Nate» Cash) — американский аниматор, сценарист и режиссёр. Более известен по работе над мультсериалами «Губка Боб Квадратные Штаны», «Время приключений», «Суперкрошки» и «По ту сторону изгороди».

## Биография и карьера
Нэйтан Кэш родился 31 марта 1976 года в Юте, США. Окончил Калифорнийский институт искусств в 2003 году.
Кэш начал свою карьеру в 26 лет, в 2002 году с мультсериала «Симпсоны» в качестве оформителя персонажей. После он начал работу в «Cartoon Network Studios» в мультсериалах «Суперкрошки» и «Мой друг — обезьяна», в качестве художника раскадровки и сценариста. После них Кэш устроился в «Nickelodeon Animation Studio», присоединившись к съёмочной группе мультсериала «Губка Боб Квадратные Штаны», в котором проработал с 2006 по 2011 год. После ухода с Nickelodeon Нэйт начал работу над мультсериалом Пендлтона Уорда «Время приключений» в качестве креативного режиссёра и главного раскадровщика. В ходе пятого сезона мультсериала Кэш покинул проект и ушёл в мультсериал «По ту сторону изгороди» в качестве режиссёра. Также Нэйт был номинирован на премию «Эмми» в рамках «Выдающейся режиссуры в анимационной программе».
В настоящее время работает в «Warner Bros. Animation».

## Фильмография

### Телевидение
| Годы      | Название                                | Примечания                                                |
| --------- | --------------------------------------- | --------------------------------------------------------- |
| 2002—2003 | Симпсоны                                | Оформитель персонажей                                     |
| 2003—2004 | Суперкрошки                             | Сценарист Художник раскадровки                            |
| 2004—2005 | Фостер: Дом для друзей из мира фантазий | Ревизионист раскадровки Дизайнер персонажей               |
| 2006—2007 | Мой друг — обезьяна                     | Художник раскадровки                                      |
| 2006—2011 | Губка Боб Квадратные Штаны              | Сценарист Художник раскадровки                            |
| 2008      | Могучая Би                              | Ревизионист раскадровки                                   |
| 2009      | Удивительные злоключения Флэпджека      | Сценарист Художник раскадровки                            |
| 2010—2014 | Время приключений                       | Креативный режиссёр Главный раскадровщик Главный режиссёр |
| 2014      | По ту сторону изгороди                  | Режиссёр                                                  |
| 2015      | Звёздная принцесса и силы зла           | Сценарист Художник раскадровки                            |
| 2015      | Рассол и Арахис                         | Сценарист Художник раскадровки                            |
| 2018—2019 | Остров летнего лагеря                   | Главный раскадровщик                                      |
| 2019—2020 | DC девчонки-супергерои                  | Исполнительный сопродюсер                                 |
| 2020      | Рёв Громокошек                          | Главный продюсер                                          |
| 2020      | Aquaman: King Of Atlantis               | Продюсер-консультант                                      |

### Фильмы
| Годы | Название                | Примечания              |
| ---- | ----------------------- | ----------------------- |
| 2009 | Вся правда о Губке Бобе | Документальный ТВ-фильм |
| 2019 | Angry Birds 2 в кино    | Художник раскадровки    |